# Peyrouzet
Peyrouzat ist eine französische Gemeinde mit 81 Einwohnern (Stand: 1. Januar 2022) im Département Haute-Garonne in der Region Okzitanien. Sie gehört zum Kanton Cazères und zum Arrondissement Saint-Gaudens. Die Einwohner werden Peyrouzetois genannt. 
Nachbargemeinden sind Cassagnabère-Tournas im Nordwesten, Aurignac im Nordosten, Saint-Élix-Séglan im Südosten und Aulon im Südwesten.

## Geschichte
Im Jahr 1263 wird Peyrouzat erstmals in einer Güterübertragung erwähnt.  

## Bevölkerungsentwicklung
| Jahr                      | 1962 | 1968 | 1975 | 1982 | 1990 | 1999 | 2008 | 2017 | 2019 |
| ------------------------- | ---- | ---- | ---- | ---- | ---- | ---- | ---- | ---- | ---- |
| Einwohner                 | 97   | 81   | 72   | 62   | 58   | 79   | 92   | 84   | 82   |
| Quelle: Cassini und INSEE |      |      |      |      |      |      |      |      |      |

## Sehenswürdigkeiten
- Kirche Saint-Exupère, erbaut im 17./18. Jahrhundert

## Weblinks

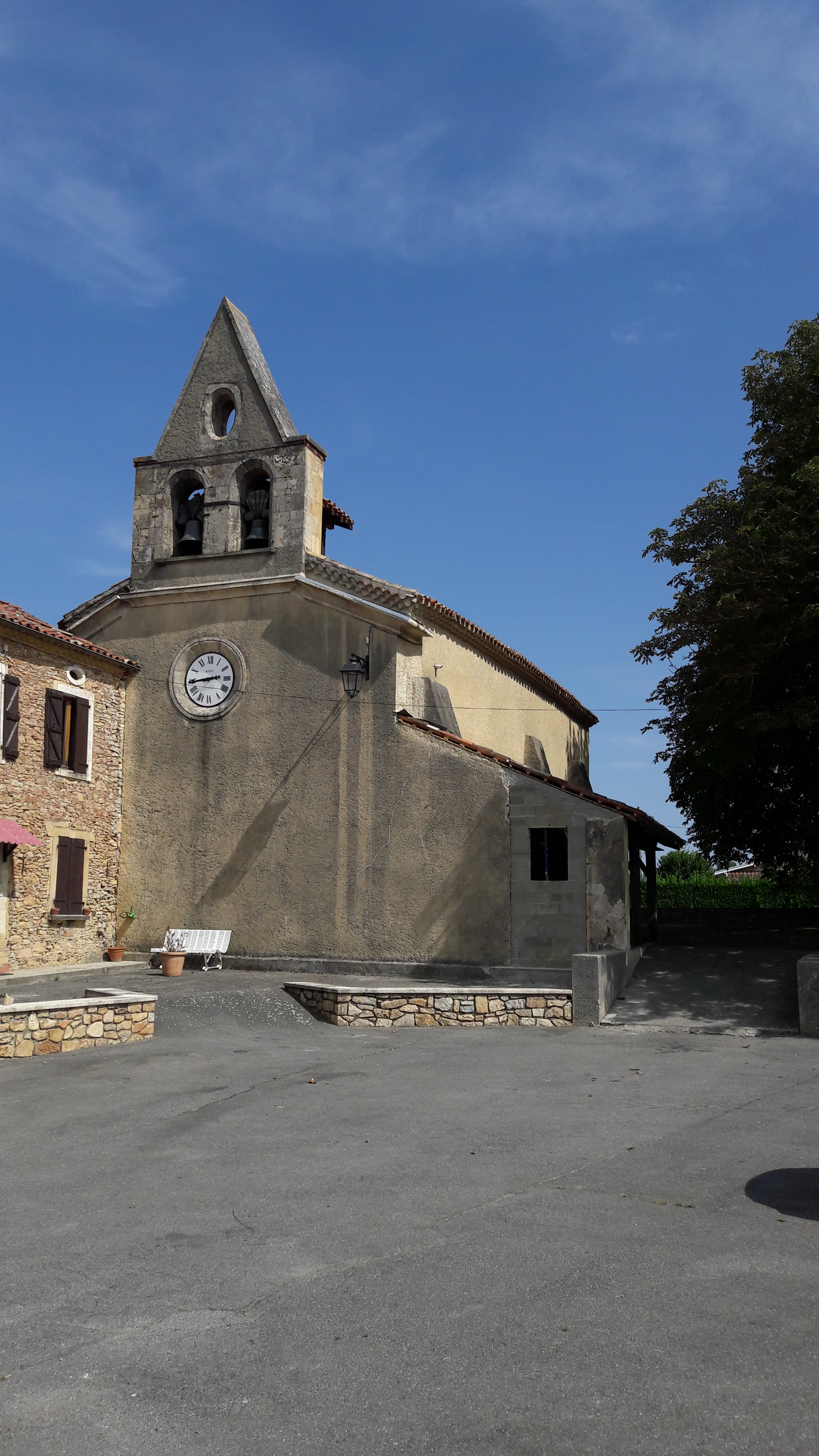
Kirche Saint-Exupère